# Alonso Bernáldez de Quirós
Alonso Bernáldez de Quirós o bien por su apodo Alonso "Ojo de Plata" (Medellín de la Extremadura castellana, Corona de España, ca. 1530 - Imperio español, después de 1585) fue un licenciado en Derecho  que ejerciera como abogado de la Real Audiencia de Santo Domingo, luego como regidor de la isla La Española y que posteriormente fuera nombrado gobernador colonial de la Provincia de Venezuela, interinamente de 1561 a 1562 y de forma titular desde 1564 hasta 1566. 

## Biografía
Alonso Bernáldez de Quirós nació hacia 1530 en la ciudad de Medellín de la comunidad de villa y tierra homónima, en la Extremadura castellana que formaba parte de la Corona española.
Se licenció en Derecho en la Universidad de Salamanca, marchó a los Reinos de Indias y desempeñó su profesión en La Española, como abogado de la Real Audiencia de Santo Domingo. Ocupó también el cargo de regidor de la isla.
Como enviado de la Real Audiencia de Santo Domingo, llegaba a Santa Ana de Coro en territorio venezolano el 24 de noviembre de 1561 al mando de tres navíos con soldados y material de guerra para atacar al rebelde Lope de Aguirre y sus marañones del Perú, pero no hicieron falta los servicios del Licenciado ya que Aguirre había sido vencido y muerto un mes antes en Barquisimeto.
De todas formas, Bernáldez de Quirós sometió a juicio de residencia al gobernador Pablo Collado, quien anteriormente tenía a su cargo el gobierno de Venezuela, por su desastrosa y cobarde actuación durante los días de la invasión de Aguirre.
Bernáldez se hizo cargo del gobierno interino de la Provincia de Venezuela a finales de 1561, reorganizando la administración y la milicia, y decididamente se abocó a emprender la conquista de los aborígenes caracas, con escasas fuerzas y mal pertrechadas, acción que ya había comenzado el gobernador Collado con la colaboración de los capitanes Francisco Fajardo y Juan Rodríguez Suárez, el fundador de la Mérida venezolana.
A mediados de enero de 1562, por mandato de Bernáldez de Quirós, el veterano capitán Luis de Narváez salió al mando de cien soldados —casi todos eran marañones de Aguirre— para prestar ayuda al capitán Francisco Fajardo que se encontraba en la costa asediado por las tribus “caracas”. Pero Narváez, creyendo que los guerreros de aquella región eran tan pacíficos como los que habían encontrado en el interior de Venezuela, no tomó las debidas precauciones y él con sus hombres serían aniquilados por aquellos indígenas. 
Pero Bernáldez de Quirós que ocupaba el cargo como gobernador interino, en febrero de 1562 entregaba el mando de la provincia de Venezuela al licenciado Alonso Pérez de Manzanedo, nombrado oficialmente gobernador y capitán general de la misma. Un año después fallecía Manzanedo, y al quedarse el puesto vacante los Cabildos (unos en contra y los menos a favor) reclaman nuevamente como gobernador a Bernáldez de Quirós, quien bien apoyado por su trayectoria en Santo Domingo,y por sus buenas dotes que también las tenía, se hizo nuevamente con el mando interino en enero de 1564.

## Gobernador de la Provincia de Venezuela
Bernáldez, por expreso mandato real (según cédula del 17 de junio de 1563 despachada en Madrid) intenta de nuevo la conquista de los “caracas” y encarga la expedición al capitán Gutierre de la Peña, quien no muy convencido del éxito, por la belicosidad extrema de aquellas tribus, fracasará en el intento antes de formar la expedición. Desesperado Bernáldez por el descalabro del capitán, él personalmente intenta la aventura.
Pero el gobernador, sin muchas dotes castrenses, intenta lograr la conquista por su cuenta, y en la ciudad de Coro, donde Bernáldez tenía el asiento oficial, comenzará la leva, después pasará a las otras ciudades de Venezuela, pero como la gente no quiere involucrarse en aquella peligrosa aventura conquistadora, al final solamente conseguirá unos cien soldados a quienes pertrecha de lo necesario para tal empresa. Con la ayuda de Alonso Díaz Moreno en Valencia emprenden la marcha y cuando llegan al paraje donde murieron Narváez y sus hombres, envalentonados los indígenas por su anterior victoria intentan también liquidar a los de Bernáldez. 
Pero Bernáldez, más ducho en asuntos administrativos que en cuestiones castrenses y más cauto y menos ingenuo que Narváez, cuando observa el numeroso ejército de guerreros indígenas que se le vienen encima, comprende que con aquellos cien hombres nada puede hacer para ganar la batalla. Sus huestes logran repeler los primeros embates y como no quiere exponerlos a una muerte cierta, prudentemente emprende la retirada y llegará hasta el puerto de Borburata con ocho heridos y la falta de un esclavo negro que perdió la vida.

### Ojo de plata
Con este sobrenombre era conocido Bernáldez de Quirós, porque la falta de un ojo la tapaba con una chapa de este material. No se daba por vencido en la toma del territorio de los caracas y puso el ojo sano en Diego de Losada para que llevara a cabo esta difícil misión, este se resistió pero Bernáldez, valiéndose de sus dotes persuasivas, lograba convencerlo al fin. Cuando preparaban la expedición llegará Pedro Ponce de León como nuevo gobernador.
Antes de la llegada de Ponce de León, Bernáldez se vio envuelto en un lío con los piratas que azotaban el Caribe. Estos como no descansaban recorriendo los mares caribeños y asaltando barcos y ciudades, de vez en cuando arremetían contra las costas de Venezuela y lograban sus objetivos de rapiña.
Durante el segundo mandato de Bernáldez de Quirós, recibirá por dos veces estas desagradables visitas, primero fue el inglés John Hawkins y posteriormente el francés Jean Bontemps. Estos osados piratas, además de saquear la incipiente ciudad de La Borburata, obligaron al gobernador a que les dejara vender esclavos y mercancías entre los vecinos de Coro, si rechazaba la propuesta, la ciudad sería saqueada e incendiada.
Bernáldez es enjuiciado por el nuevo gobernador que le acusa de haber permitido el comercio de los piratas y sería condenado a que fuera preso a España, pero en Santo Domingo pudo defenderse de la acusación alegando que en aquel momento, cuando le obligaron los piratas, era mejor dejarlos comerciar a que arrasaran la ciudad y acabaran con vidas y haciendas de los vecinos.
De todas formas se le condenaba a presentarse al Consejo de Indias y a dar una fianza de veinte mil pesos de oro pero incumplió ambas condenas y se quedó en Santo Domingo ejerciendo su profesión de abogado. 
En 1569 viajaba a España y lograba licencia para introducir mil esclavos negros en Santo Domingo, aduciendo la falta de mano de obra que se necesitaba para atender a los cultivos de la isla.

### Últimos años
Por fin, en 1585 lograba su completa reivindicación ante el rey Felipe II siendo perdonado de las acusaciones y sobreseído el expediente que pesaba sobre él por lo de los piratas que le obligaron a comerciar en Venezuela.